# Чемпионат России по боксу 2002
Чемпионат России по боксу 2002 года проходил в Ростов-на-Дону с 5 по 10 мая.

## Медалисты
| Весовая категория | Золото                               | Серебро                                  | Бронза                                                                          |
| ----------------- | ------------------------------------ | ---------------------------------------- | ------------------------------------------------------------------------------- |
| до 48 кг          | Сергей Казаков Ульяновская область   | Александр Афанасьев Ульяновская область  | Максим Махинин ХМАО Сергей Ананьин Иркутская область                            |
| до 51 кг          | Георгий Балакшин Якутия              | Бато-Мунко Ванкеев Якутия                | Анатолий Лебедев Хабаровский край Алексей Тараторкин ХМАО                       |
| до 54 кг          | Геннадий Ковалёв Челябинская область | Максим Халиков Челябинская область       | Артём Игнатьев Вологодская область Александр Комаренко ХМАО                     |
| до 57 кг          | Мурат Храчев Москва                  | Александр Митишев Челябинская область    | Алексей Шайдулин Белгородская область Сергей Пулькевич Хабаровский край         |
| до 60 кг          | Александр Малетин ХМАО               | Вячеслав Власов Красноярский край        | Евгений Путилов ХМАО Адиль Исаев Дагестан                                       |
| до 63,5 кг        | Дмитрий Павлюченков Ростов-на-Дону   | Константин Чурилов Хабаровский край      | Александр Леонов Москва Айдын Гасанов Дагестан                                  |
| до 67 кг          | Тимур Гайдалов Дагестан              | Вячеслав Чиков Ростов-на-Дону, Волгоград | Вячеслав Шарапов Пермская область Анатолий Шевченко Иркутская область           |
| до 71 кг          | Андрей Мишин Иркутск, Чехов          | Андрей Баланов Московская область        | Георгий Непомнящий Приморский край Дэви Гогия Самарская область                 |
| до 75 кг          | Гайдарбек Гайдарбеков Дагестан       | Андрей Гоголев Нижегородская область     | Матвей Коробов Москва Денис Черныш Москва                                       |
| до 81 кг          | Евгений Макаренко ХМАО               | Михаил Гала Пермская область             | Алексей Астраханцев Челябинская область Абукар Дзангиев Ростов-на-Дону, Назрань |
| до 91 кг          | Александр Алексеев Самарская область | Роман Романчук Москва                    | Игорь Алборов Москва Михаил Муринчик Московская область                         |
| свыше 91 кг       | Александр Поветкин Курск, Чехов      | Андрей Деревцов Иркутская область        | Валерий Чеченев Красноярский край Сергей Рожнов Москва                          |